# Carool
Carool är en ort i Australien. Den ligger i kommunen Tweed och delstaten New South Wales, i den sydöstra delen av landet, omkring 660 kilometer norr om delstatshuvudstaden Sydney.
Runt Carool är det ganska glesbefolkat, med 24 invånare per kvadratkilometer.. Närmaste större samhälle är Tweed Heads, omkring 14 kilometer nordost om Carool. 
I omgivningarna runt Carool växer i huvudsak städsegrön lövskog. Genomsnittlig årsnederbörd är 1 801 millimeter. Den regnigaste månaden är januari, med i genomsnitt 320 mm nederbörd, och den torraste är oktober, med 41 mm nederbörd.